# Alateu
Alateu també citat com Odateu per Claudià, (segle iv) fou cabdill dels greutungs i regent del rei Videric. Els huns van atacar els alans, que vivien a la vora del riu Tanais, i tot seguit van caure sobre els greutungs. El rei got Hermenric es va suïcidar el 376 i el seu successor, Vitimir, va morir en combat contra huns i alans, sent succeït pel seu fill Videric sota regència d'Alateu i de Safrax, que van decidir la retirada cap al territori situat entre el Boristenes i el Danubi. Alateu, Safrax i Farnobius, empesos per l'amenaça dels huns, van dirigir al seu poble a creuar el Danubi el mateix 376 unint-se als visigots dirigits per Alaviv i Fritigern, i els taifals, però no es va permetre creuar a Alateu, Safrax, i els seus, sent abandonats a la seva sort. Va participar en la Guerra gòtica (376-382) combatent a batalla d'Adrianòpolis (378) contra els romans, batalla que van guanyar i en la que va morir l'emperador Valent. Van saquejar llavors les terres de la regió i Alateu i Safrax van tornar a creuar al Danubi refent el camí; van tornar a creuar-lo el 386 però foren rebutjats pels romans en un combat en el que Alateu va morir.
Alateu va ser mort en batalla pel general Promotus. Zòsim dóna dues versions (4.35 i 4.38-9), que generalment es consideren de la mateixa història; la segona versió els anomena Grothingi i parla d'una traïció (o parany) per part de Promot. Els supervivents del seu poble es van establir a Frígia; alguns van ser reclutats per l'exèrcit i alguns es van convertir en jornalers agrícoles.

## El destí del poble d'Alateu
L'any 399, Tribigild, un comandant got al servei de Roma que dirigia una unitat d'aquests supervivents frigis del regne d'Alateu, es va revoltar. Michael Kulikowski suggereix que els gots de Tribigild van ser, de fet, supervivents de les massacres a l'Àsia Menor del 378/9, després de la batalla d'Adrianòpolis. Gaines, un altre general got enviat per reprimir-lo, va subornar la revolta de Tribigild per als seus propis propòsits. Després d'alguns èxits inicials, Gaines va ser reprimit i va fugir al nord del Danubi, només per ser assassinat pel cap hun Uldin. Així van morir molts dels que quedaven del poble d'Odoteu; es desconeix el destí de la resta a Frígia.